# Arandilla
Arandilla é um município da Espanha na província de Burgos, comunidade autónoma de Castela e Leão, de área 27 km² com população de 182 habitantes (2007) e densidade populacional de 6,74 hab./km².

## Demografia
| Variação demográfica do município entre 1991 e 2004 | Variação demográfica do município entre 1991 e 2004 | Variação demográfica do município entre 1991 e 2004 | Variação demográfica do município entre 1991 e 2004 |
| --------------------------------------------------- | --------------------------------------------------- | --------------------------------------------------- | --------------------------------------------------- |
| 1991                                                | 1996                                                | 2001                                                | 2004                                                |
| 220                                                 | 198                                                 | 195                                                 | 191                                                 |